# Castronia
Castronia este un gen de insecte lepidoptere din familia Arctiidae.

Cladograma conform Catalogue of Life:
| Castronia | \| \| Castronia collaris \| \| \| \| \| \| Castronia opostata \| \| \| \| |
|           | \| \| Castronia collaris \| \| \| \| \| \| Castronia opostata \| \| \| \| |
|           | Castronia collaris                                                        |
|           |                                                                           |
|           | Castronia opostata                                                        |
|           |                                                                           |